# Badalisc

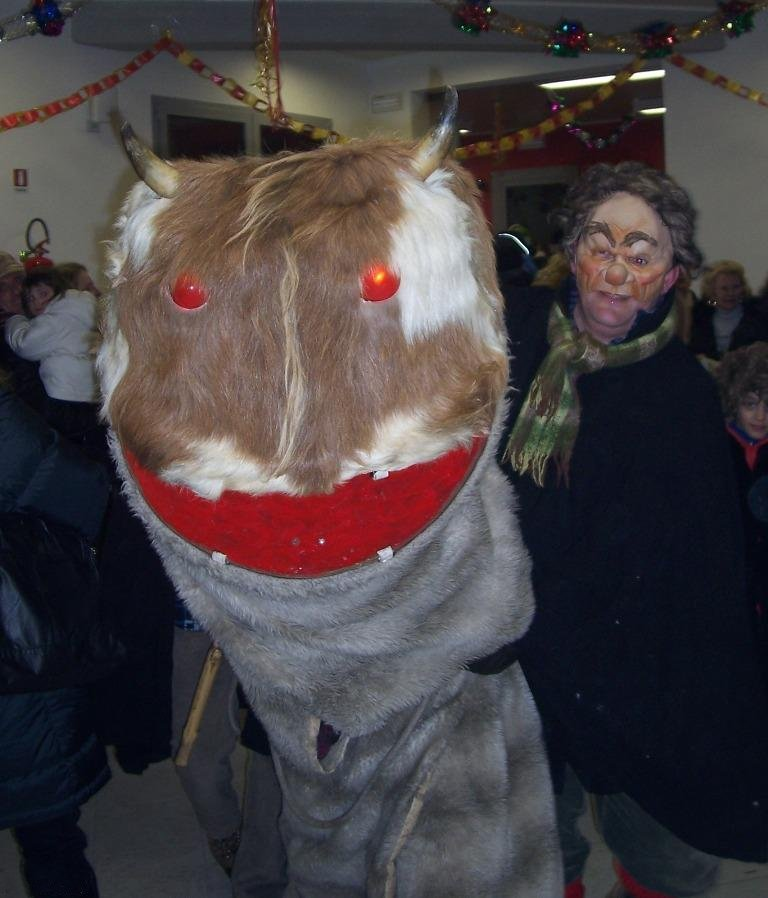
O Badalisc

O Badalisc (tambem escrito Badalisk) é uma criatura mitológica do Vale Camonica, Itália, nos Alpes Orientais-Sul. O Badalisc é representado atualmente como uma criatura com uma cabeça grande coberta com pele de cabra, dois pequenos chifres, uma boca enorme e olhos brilhantes.

## Celebração
De acordo com a lenda, o Badalisc vive na floresta ao redor da aldeia de Andrista (comuna de Cevo) e é conhecido por irritar a comunidade: todos os anos ele é capturado durante o período de Epifania (dias 5 e 6 de Janeiro) e conduzido por uma corda para a aldeia por músicos e outros personagens mascarados, incluindo il giovane (o rapaz), il vecchio (o velho), la vecchia (a velha) e as jovens signorina, a "isca" para a luxúria do animal. Há também alguns bruxos anciãos, que batem tambores, e pastores barbudos, e um corcunda (un torvo gobetto) quem tem um "duelo rústico" com o animal. Tradicionalmente, apenas os homens participam, embora alguns se vistam como mulheres. Nos tempos medievais, as mulheres eram proibidas de participar da exposição, ou mesmo de ver ou ouvir o discurso do Badalisc; se o fizessem, seriam negadas a eucaristia no dia seguinte.
Na Praça da aldeia (anteriormente em um estábulo) o Discurso do Badalisc (la 'ntifunada) é lido, no qual o animal mitológico fofoca sobre a comunidade. O próprio Badalisc é uma criatura burra, então o discurso, hoje escrito em rima, é lido por um "intérprete". O discurso era improvisado, mas agora é escrito com antecedência. Ele expõe todos os supostos pecados e esquemas da comunidade. Durante o discurso, o Corcunda bate com uma vareta em intervalos ritmados.
O discurso é seguido por música, dança e festa. À noite, a comunidade come a "polenta do Badalisc" (uma versão comercial desta comida tradicional foi lançada em 2010). Até recentemente, as crianças da aldeia iam de casa em casa durante as celebrações do Badalisc pedindo farinha de milho para fazer a polenta; um salame Badalisc também foi feito especialmente para eles. O badalisc tem um lugar de honra nas festas.
No segundo dia, no final da exposição, o Badalisc é libertado e pode retornar à floresta.

## Costumes parecidos
O ritual tem fortes semelhanças com o Bosinada, Bosinade ou Businade, performances satíricas de prosa, poesia ou canção, em que um contador de histórias (o Bosin) denuncia os delitos da comunidade. Datado a partir do século 16, este costume já foi comum em todo o norte da Itália e é derivado dos rituais de purificação de Véspera de Ano Novo.
Qualquer ligação entre o Badalisk de Andrista e o mítico Basilisco (meio lagarto, meia serpente, com uma cabeça como um gato, mas mais quadrado, como um sapo) que incinera tudo sobre o qual repousa seu olhar (bem conhecido em Cevo e em outros lugares no norte da Itália) não é claro.

## Galeria

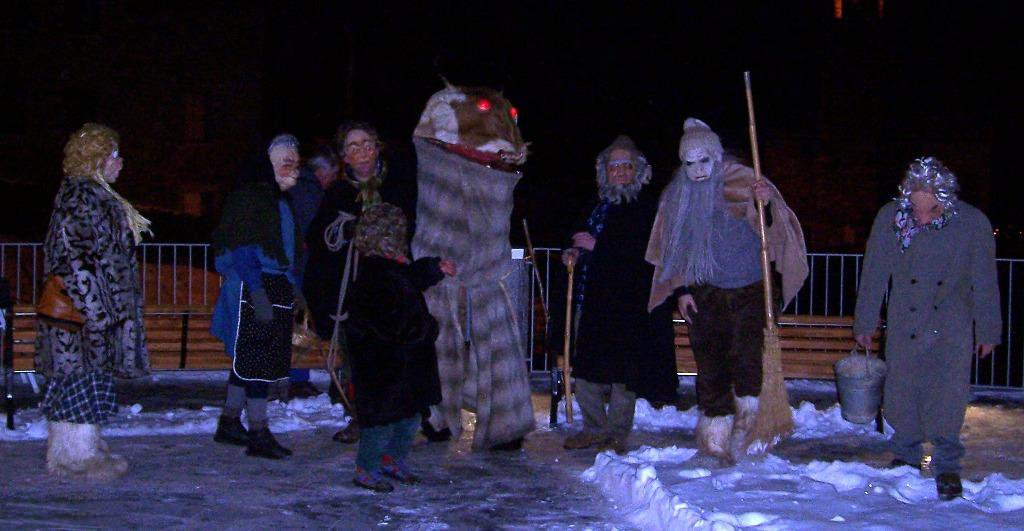
A captura do Badalisc
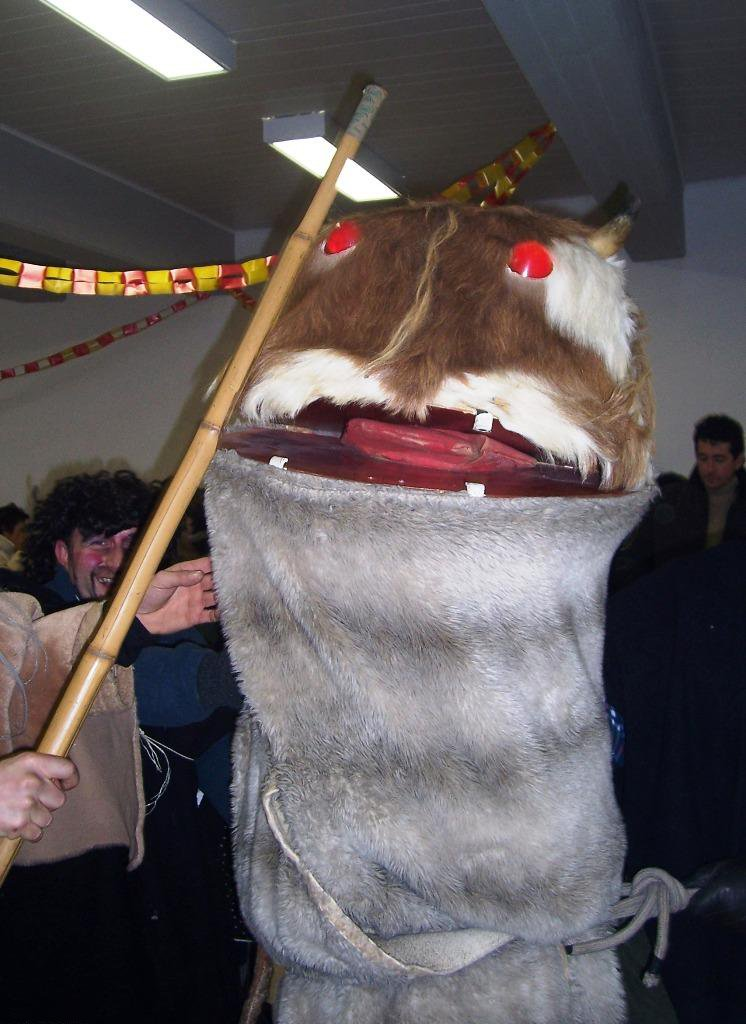
O Badalisco
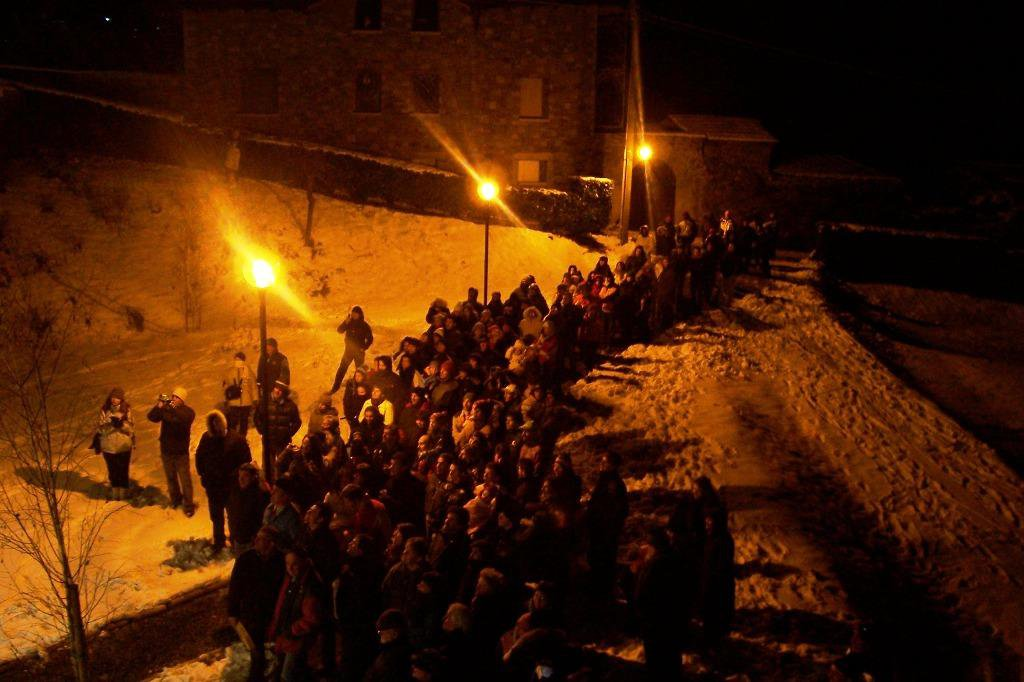
Pessoas ouvindo o "discurso de Badalisc"